# Sarapiquí

Lage von Sarapiquí in Heredia und in Costa Rica

Sarapiquí ist ein Kanton in der Provinz Heredia im Norden des mittelamerikanischen Staates Costa Rica. Hauptstadt des Kantons ist Puerto Viejo.

## Lage und Geografie
Sarapiquí liegt im Norden der Provinz Heredia und hat eine Fläche von 2141 km². Der dünn besiedelte Kanton nimmt damit über 80 % der Fläche Heredias ein, beherbergt aber lediglich 11 % der Einwohner der Provinz. Namensgebend ist der Rio Sarapiquí, der den östlichen Teil des Kantons in Süd-Nord-Richtung durchfließt. Nach Norden hin wird der Kanton durch den Río San Juan begrenzt, der die Grenze zu Nicaragua bildet und historisch als Verkehrsweg bedeutend war, da er schiffbar ist und in das Karibische Meer entwässert.
Große Flächen im Süden des Kantons gehören zu verschiedenen Nationalparks, darunter zum Nationalpark Braulio Carrillo.
An die Provinz Heredia grenzt im Süden die Provinz Alajuela an. In deren gleichnamigen Hauptstadtkanton liegt ein Distrikt namens Sarapiquí, der an den Kanton Sarapiquí angrenzt, was oft zu Verwechslungen führt.

## Verwaltungsgliederung

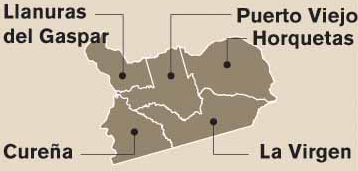
Distrikte in Sarapiquí (Karte gedreht)

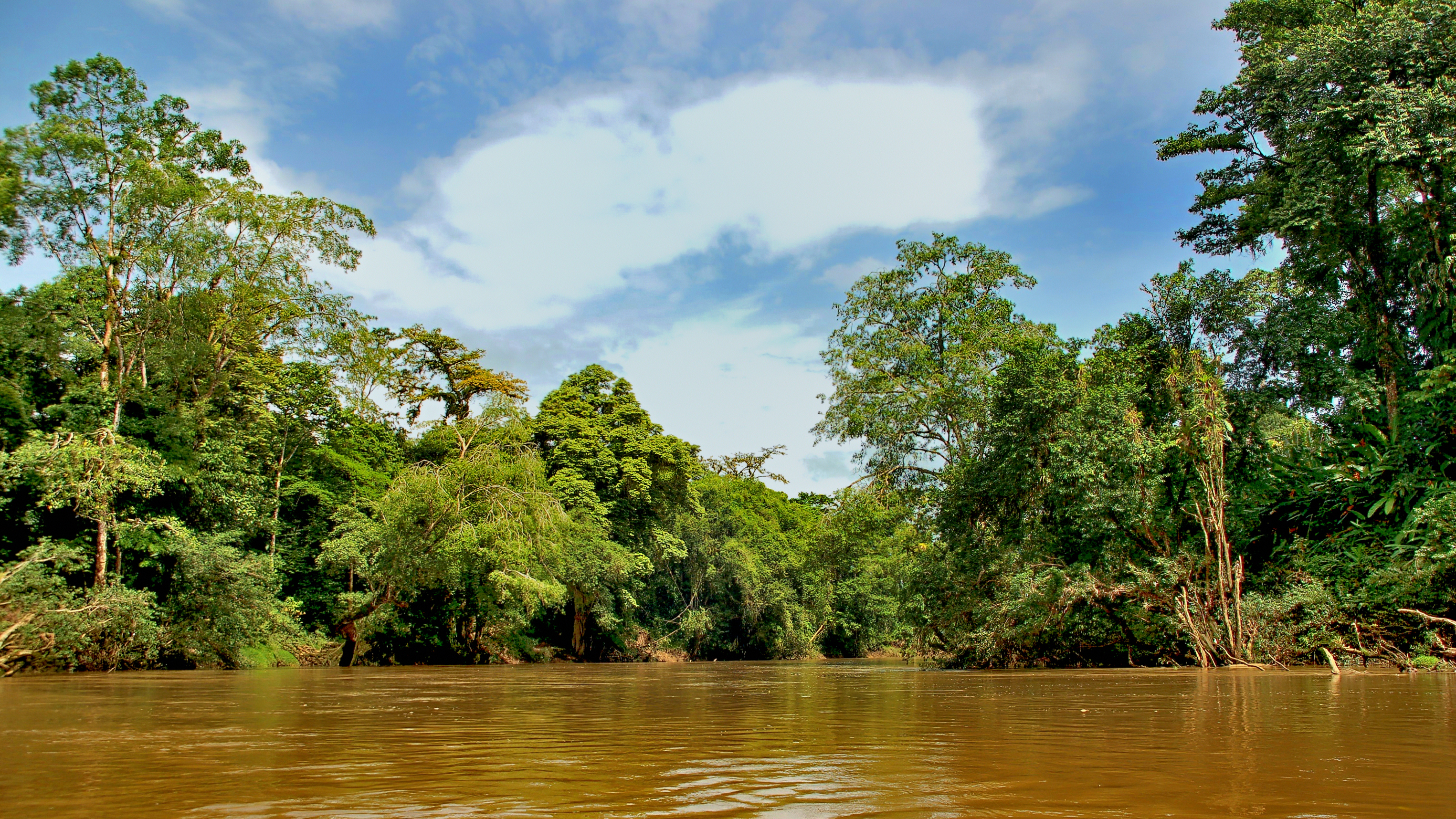
Rio Sarapiqui

Sarapiquí ist administrativ in fünf Distrikte unterteilt:
| Nr.   | Name                | Hauptstadt   | Fläche  | Einwohner |
| ----- | ------------------- | ------------ | ------- | --------- |
| 41001 | Puerto Viejo        | Puerto Viejo | 427 km² | 20.184    |
| 41002 | La Virgen           | La Virgen    | 514 km² | 10.521    |
| 41003 | Las Horquetas       | Horquetas    | 566 km² | 24.331    |
| 41004 | Llanuras del Gaspar | La Aldea     | 266 km² | 1.160     |
| 41005 | Cureña              | Golfito      | 368 km² | 951       |

Stand 2011 hatte der Kanton mithin 57.147 Einwohner.

## Geschichte
Vor der Eroberung durch die Spanier wurde das Gebiet rund um den Río Sarapiquí von den Votos- (auch: Botos-) Indianern bewohnt, die den Fluss Yori nannten. „Sarapiquí“ ist die spanische Übersetzung des Wortes Yori.
Sarapiquí war einer der Schauplätze des „Filibuster War“, einer kriegerischen Auseinandersetzung zwischen einem internationalen Söldnerheer unter Führung des US-Amerikaners William Walker und einer gemeinsamen Armee mehrerer zentralamerikanischer Staaten. Im April 1856 fand beim Örtchen Sardinal die „Batalla de Sardinal“ (auf Deutsch etwa „Schlacht von Sardinal“) statt, die mit dem Rückzug beider Seiten endete. Es war die letzte Kampfhandlung des Krieges auf costa-ricanischem Boden. Sardinal wurde zum Kulturgut nationaler Bedeutung („Monumento Histórico Nacional“) erklärt.
Die Provinz wurde am 18. November 1970 im Rahmen einer Verwaltungsreform während der zweiten Amtsperiode von Präsident José Figueres Ferrer geschaffen. Am 29. September 1971 wurden im Rahmen einer Gebietsrechtsreform kleinere Korrekturen am Grenzverlauf des Kantons vorgenommen.

## Wirtschaft
Die Wirtschaft des Kantons wird von der Agrarwirtschaft dominiert. Historisch wurden Kaffee, Mais, Kakao, Kardamom, Zitrusfrüchte, Bananen und Palmettopalmen angebaut sowie Viehzucht betrieben. Im 21. Jahrhundert werden vornehmlich Ananas angebaut. Costa Rica ist weltgrößter Produzent der Frucht, und in Sarapiquí ist sie dominant, was Abholzungen von Regenwald und großflächigen Einsatz von Chemikalien zur Folge hat. Der Tourismus ist in Sarapiquí ein stark wachsender Wirtschaftszweig.
Die beiden wichtigsten Verkehrsadern des Kantons sind die Ruta Nacional Primaria 4, die Sarapiquí an den Nordwesten und Südosten des Landes anbindet, und die Ruta Nacional Secundaria 126, die den Kanton mit der südlich gelegenen Landeshauptstadt San José verbindet.